# Mariza de Carvalho Soares
Mariza de Carvalho Soares é uma historiadora e professora universitária brasileira. É especialista em História da África, diáspora atlântica e escravidão moderna.

## Formação
Formou-se em História, pela Pontificia Universidade Católica do Rio de Janeiro, tendo realizado um Mestrado em Antropologia Social, pela Universidade Federal do Rio de Janeiro, com a orientação do Rubem Cézar Fernandes. Laureou-se doutora em História pela Universidade Federal Fluminense, em 1997. Realizou pós-doutoramentos na Universidade Vanderbilt, entre 2003 e 2004, na Universidade de Yale, em 2007, e na Universidade de Stanford, em 2008, onde assumiu a cátedra Joaquim Nabuco.

## Atuação
Em 2000 publicou Devotos da cor: identidade étnica, religiosidade e escravidão no Rio de Janeiro, obra que trata das organizações religiosas Irmandade de Santo Elesbão e Santa Efigênia no Rio de Janeiro durante o século XVIII.
Em 2005 publicou Episódios de história afro-brasileira, onde ressalta a temática da escravidão e da população negra, propondo uma leitura da história do Brasil mais abrangente.
Entre 2005 e 2012 foi Member and Collaborating Scholar e Network Professor junto ao Harriet Tubman Institute (York University, Canada). Entre 2006 e 2009 liderou o projeto Acervo Digital Angola Brasil-PADAB incorporado ao  Instituto Histórico Geográfico Brasileiro (IHGB) em 2007. Entre 2006 e 2010 foi coordenadora do Convênio UFF-York University/Canadá. Entre 2008 e 2012 foi coordenadora do NEAF-Núcleo de Estudos Brasil-África,  vinculado à Assessoria Internacional da Universidade Federal Fluminense (UFF).
Em 2007 publicou Rotas atlânticas da diáspora africana: da Baía do Benim ao Rio de Janeiro, onde mapeia a origem dos africanos escravizados e destaca suas formas de organização no cativeiro, focalizando o caso da cidade do Rio de Janeiro.
Aposentou-se em 2010, fazia parte, desde 1992, do corpo docente da Universidade Federal Fluminense. Atualmente é professora visitante da Universidade Federal de São Paulo. Foi professora convidada da Universidade de Chicago, onde ocupou a cátedra Tinker Visiting Professor, e na École des Hautes Études en Sciences Sociales.
Coordenou a exposição Adandozan, no Museu Nacional. Realizou a curadoria dos presentes enviados pelo dadá Adandozan (rei do Daomé) a dom João (príncipe regente de Portugal) em 1810. Era um presente rico, com fins diplomáticos: evitar o fim do tráfico negreiro.
Desde 2005 coordena o segmento no Brasil do projeto Slave Societies Digital Archives, da Vanderbilt University. Foi pesquisadora colaboradora do Departamento de Antropologia do Museu Nacional/UFRJ, de 2014 até 2018, onde atuou como curadora da coleção africana e da Nova Sala África da exposição de longa duração, reinaugurada em 2014 (Kumbukumbu: África, memória e patrimônio). Entre 2016 e 2019 foi consultora do projeto  "Marfins Africanos no Mundo Atlântico” e organizou a Coleção Panair do Brasil, doada ao Museu Histórico Nacional.
Em 2019 publicou o livro Diálogos Makii, onde transcreve e analisa importante manuscrito do século XVIII de Francisco Alves de Souza, ex-escravo africano natural da Costa da Mina, no Golfo da Guiné, sobre a vida de escravos maki (Mahi) na cidade do Rio de Janeiro. O livro é considerado uma obra essencial para entender a história do Brasil, a história da África e a história da diáspora africana nas Américas.
Foi professora visitante do Programa de Pós-Graduação em História da Universidade Federal de São Paulo (PPGH/Unifesp), entre 2019 e 2021, e até hoje é membro permanente do programa.
Em 2020 a pesquisadora realizou um vídeo, lançado em fevereiro de 2021, sobre uma nova pesquisa que foi interrompida pela pandemia. A pesquisa tem como objetivo estudar o painel em baixo relevo encontrado na parede do porão de uma casa de Ouro Preto. A pesquisa foi retomada em parceria com Francisco Eduardo de Andrade (Universidade Federal de Ouro Preto) e Claudia Plens (Universidade Federal de São Paulo).
Em 2022 publicou o livro A Coleção Adandozan do Museu Nacional,, onde apresenta sua pesquisa mais recente sobre uma coleção do Setor de Etnologia do Museu Nacional composta por 26 objetos que restaram de um presente enviado por dadá Adandozan (rei do Daomé) a dom João (príncipe regente de Portugal) em 1810.

## Publicações
- A Coleção Adandozan do Museu Nacional: Brasil-Daomé, 1818 - 2018. Museu Nacional / Mauad Editora, 2022.[7]
- Diálogos Makii de Francisco Alves de Souza: manuscrito de uma congregação católica de africanos Mina, 1786. Chão, 2019.[10]
- Rotas atlânticas da diáspora africana: da Baía do Benim ao Rio de Janeiro. Editora da UFF, 2007.[11]
- Episódios de história afro-brasileira. DP&A, 2005. Conjuntamente a Ricardo Salles.[12]
- Devotos da cor: identidade étnica, religiosidade e escravidão no Rio de Janeiro. Civilização Brasileira, 2000. A obra foi traduzida para o inglês, e lançada pela Duke University Press, em 2011.[13][14]